# György Dragomán
György Dragomán, madžarski pisatelj in prevajalec; *10. september 1973, Târgu Mureș, Romunija.
Njegov najbolj znani roman Beli kralj (2005) so prevedli v 30 jezikov, tudi v slovenščino.
Rodil se je v romunskem mestu Târgu Mureș (Marosvásárhely), leta 1988 pa se je družina preselila na Madžarsko. Srednjo šolo je obiskoval v Sombotelu, študiral pa je angleški jezik s književnostjo v Budimpešti. Za svoje literarno delo je prejel že več nagrad, med drugim nagrado Sándorja Bródyja (2003).
Svoj prvi roman A pusztítás könyve je izdal leta 2002, zaslovel pa je po izidu drugega romana (Beli kralj, v izvirniku A fehér király, 2005).  Za slednjega je prejel številne pozitivne literarne kritike. Gre za skupek osemnajstih zgodb, ki jih povezuje pripoved enajstletnega dečka, ki čaka na očetovo vrnitev iz delovnega taborišča.
Dragomán živi z ženo in dvema otrokoma v Budimpešti.

## Dela
- A pusztítás könyve, 2002
- Beli kralj, 2005 (v izvirniku: A fehér király, v slovenščino prevedel Jože Hradil[6])
- Máglya, 2014
- Oroszlánkórus, 2015 (zbirka kratkih zgodb)